# ناحیه سپتال
ناحیه سپتال (به انگلیسی: Septal area) متشکل از سپتوم جانبی و سپتوم میانی، ناحیه ای در قسمت تحتانی و خلفی سطح داخلی لوب پیشانی است و به سپتوم پلوسیدوم مجاور اطلاق می‌شود. فضای سپتال (فضای بویایی میانی) ارتباطی با حس بویایی ندارد بلکه در حیوانات تحت عنوان منطقه لذت شناخته می‌شود. هسته سپتال همراه با هسته آکومبنس در پاداش و تقویت نقش ایفا می‌کند.
هسته‌های سپتال در این ناحیه قرار دارند. هسته‌های سپتال از نورون‌های با اندازه متوسط تشکیل شده‌اند که به گروه‌های پشتی، شکمی، میانی و دمی طبقه‌بندی می‌شوند. هسته‌های سپتوم اتصالات متقابلی را از پیاز بویایی، هیپوکامپ، آمیگدال، هیپوتالاموس، مغز میانی، هابنولا، شکنج سینگولیت و تالاموس دریافت می‌کنند. هسته‌های سپتال در ایجاد ریتم تتا هیپوکامپ ضروری هستند. این مجموعه که زیر تاج کورپوس کولاسوم و در جلوی لمینا ترمینالیس (لایه ای از جسم خاکستری در مغز که کیاسمای بینایی را متصل می‌کند و سطح اتصال قدامی که در ادامه به به روسترال لمینا متصل می‌شود) قرار دارند. این هسته‌ها دارای اندازه متوسط هستند که به گروه‌های میانی، جانبی و خلفی تفسیم می‌شوند.
در دهه ۱۹۵۰ اولدز و میلنر نشان دادند که موش‌هایی که دارای الکترودهایی در این منطقه بودند به صورت مکرر خود اقدام به تحریک این منطقه نموده‌اند (یعنی اهرمی را فشار می‌دادند تا جریان الکتریکی را که منجر به تحریک این نرون‌ها می‌شود را دریافت نمایند). آزمایش‌های دیگری بر روی فضای سپتال انسانها از دهه ۱۹۶۰ صورت گرفته‌است.

## اتصالات با سازه‌های دیگر
تیغه خلفی اطلاعات را به فضای پیش بینایی جانبی، هیپوتالاموس جانبی، پری ونتریکولار هیپوتالاموس و تالاموس میانی ارسال می‌کند.
تارهای عصبی از نیمه شکمی سپتوم به ساختار هیپوکمپ، تالاموس، هیپوتالاموس و مغز میانی اطلاعات را ارسال می‌نمایند. به ویزه، نرون‌هایی که در خط میانی اندام‌های عمودی نوار مورب بروکا قرار دارند اطلاعات را از طریق فورنیکس پشتی به تمامی زمینه‌های CA هیپوکمپ خلفی و قشر سابیکولار مجاور ارسال می‌کنند. سایر تارهای این منطقه اطلاعات را از طریف استریا مدولاریس به هسته هابلنواتر میانی و خلفی، هسته قدامی-جانبی و پاراتنیال تالاموس و از طریق دسته میانی مغز قدامی به بخش خلفی هسته پستانی میانی ارسال می‌کند.
سلولهای واقع در تیغه بینابینی میانی-جانبی اطلاعات را از طریف بخش جانبی فیمبریا به تمامی زمینه‌های CA هیپوکمپ شکمی و قشرهای سابیکولار و انتورینال ارسال می‌کنند. این سلولها همچنین تارها را از طریق استریا مدولاریس به هسته هابنولار جانبی و هسته تالاموسی میانی-خلفی ارسال می‌کنند. سایر آکسونهایی که از این سلولها خارج می‌شوند از طریف دسته میانی بخش قدامی مغز به پایین رفته تا نهایتاً در ناحیه پشتی هسته اینترپندنکولار خاتمه پیدا می‌کنند.
تیغه پشتی به عنوان مغز تقویت اتصالات از CA# هیپوتالاموس به منقطه تگمنتال شکمی است. این اتصالات به ایجاد اتصال سیگنالهای پاداش و محتوایی که منجر به ایجاد آنها می‌شود، کمک می‌نمایند.
تارهای خارجی‌ترین بخش تیغه شکمی (یعنی هسته زمینه ای اتصالات قدامی) اطلاعات را از طریق پایانه استریا به سوبیکولوم شکمی ارسال می‌کنند. علاوه بر این، سلولهای واقع در اندام افقی نوار مورب بخش اعظم اطلاعات را به بخش خلفی هسته پستانی میانی، ونترال تگمنتال آریا و آمیگدال ارسال می‌کنند.

### تیغه خارجی و رفتار اجتماعی
گابا و گلوتامات که فعالیت تیغه خارجی را تنظیم می‌نمایند مشخص شده‌است که در حین بازی‌های اجتماعی در موشهای نوجوان افزایش پیدا می‌کنند. در حین بازیهای اجتماعی تفاوتی در غلظت GABA خارج سلولی بین دو جنس مشاهده نشده‌است هرچند، گلوتامات نفش اساسی را در بازیهای اجتماعی زنان بازی می‌کند. زمانی که گیرنده‌های گلوتامات به صورت دارویی در تیغه خارجی مهار می‌شوند، کاهش معناداری در فعالیت‌های اجتماعی زنان مشاهده شده‌است در حالی که چنین کاهشی در مردان مشاهده نشده‌است. در نتیجه پنین به نظر می‌رسد که انتقال عصبی GABA در تنظیم رفتار احتماعی هر دو جنس دخیل است درحالی که انتقال عصبی گلوتامات وابسته به جنس بوده و تنها در تنظیم رفتار اجتماعی موشهای نوجوان زن دخیل است.